# آرامگاه عبدالرحمن شیخ
آرامگاه عبدالرحمن شیخ مربوط به دوره قاجار است و در شهرستان بستک، بخش کوخرد، روستای کوخردواقع شده و این اثر در تاریخ ۲۷ بهمن ۱۳۸۲ با شمارهٔ ثبت ۱۰۹۲۴ به‌عنوان یکی از آثار ملی ایران به ثبت رسیده‌است.